# ماریا روی
ماریا روی (انگلیسی: Maria Roy) یک هنرپیشه اهل هند است.
وی بازیگر فیلم‌هایی همچون دفتر و هتل کالیفرنیا بوده است.